# 克厄湾

克厄湾（标红处）

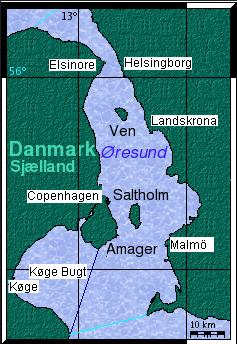
克厄湾在厄勒海峡周边地区的位置

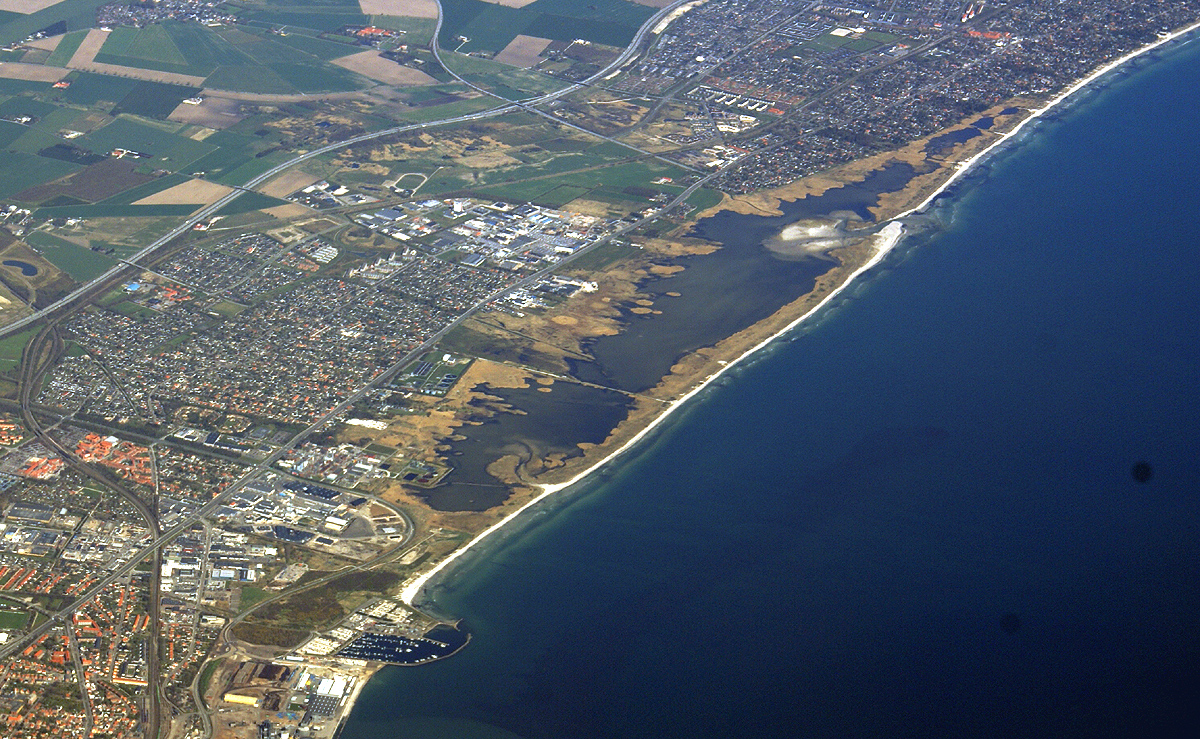
空中俯瞰克厄湾海岸线的一部分

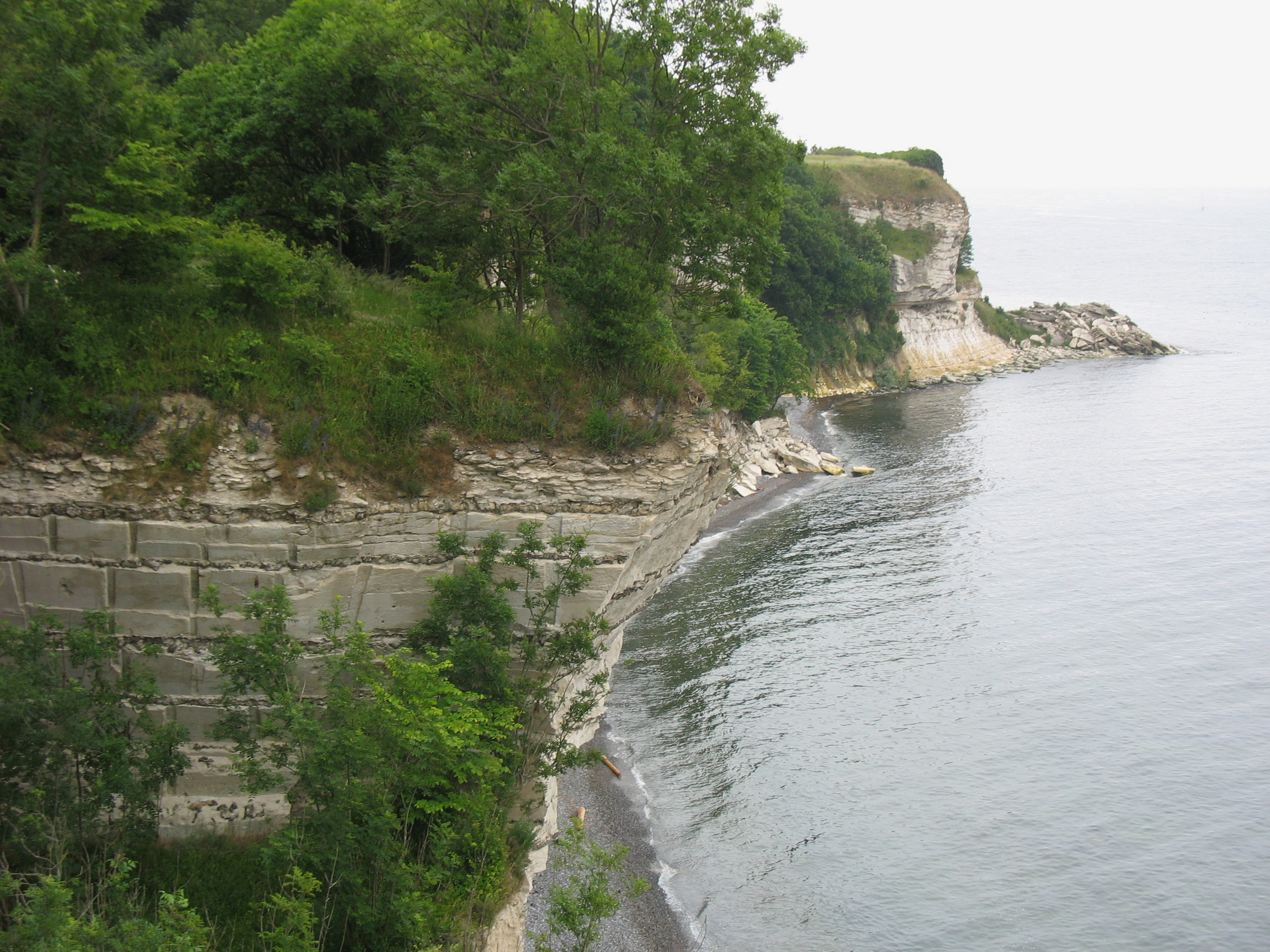
克厄湾的最南端，斯泰温斯崖，也是厄勒海峡和波罗的海交界处的标志点之一

克厄湾（丹麥語：Køge Bugt）是厄勒海峡南部的一个丹麦海湾，面积大约500 km2，北面是哥本哈根（阿迈厄岛），南面是西兰岛的斯泰温斯崖。海湾名称源自其西南面的克厄城。海湾周边地区多为建成区，包括哥本哈根的郊区，如Brøndby Strand、瓦倫斯拜克、伊斯霍伊、洪迪厄、Jersie。湾内水深不超过10米。由于靠近波罗的海，湾内平均盐度比厄勒海峡其他水域都要低（尤其对比海峡北部）。
哥本哈根机场04L和04R跑道的着陆通道位于克厄湾上空，约占所有着陆通道的30%。

## 历史
1427年，卡尔马联盟舰队在克厄湾与汉萨同盟的海战（Seeschlacht im Öresund (1427)）中大获全胜。1677年7月1日，丹麦-挪威与瑞典舰队在克厄湾发生克厄湾海战 (1677年)。丹麦-挪威在Niels Juel上将的领导下获胜。双方在后来的克厄湾海战 (1710年)互有损失。
2017年8月，瑞典记者金·沃尔被发明家彼得·马德森在其潜水艇 UC3 Nautilus上杀害，事发时潜水艇正在克厄湾中。